# غرفة التمريض
غرفة التمريض هي مساحة في منشأة تقدم الرعاية الصحية (مثل المشفى أو دار الرعاية أو التمريض) حيث تجلس فيها الممرضات وأعضاء طاقم الرعاية الصحية الآخرون عندما لا يتعاملون بشكل مباشر مع المرضى، ويمكنهم من خلالها أداء بعض واجباتهم الأخرى. ولهذه الغرفة نافذة على امتداد طاولة تمكِّن الزائرين والمرضى من الوقوف وراءها عندما يريدون الحصول على الاهتمام من جانب الممرضات. ويوجد خلف الطاولة أدوات مُخزَّنة يقتصر الوصول إليها على أعضاء طاقم الرعاية الصحية، مثل ملفات المرضى والأدوية وأنواع معينة من الأجهزة.